# رالف كلاين (سياسي)
رالف كلاين (بالإنجليزية: Ralph Klein)‏ (و. 1942 – 2013 م) هو سياسي، ومذيع أخبار، وصحفي، ومستشار، ومقدم تلفزيوني، ومقدم برامج إذاعية كندي، ولد في كالغاري، توفي في إدمونتون، عن عمر يناهز 71 عاماً، بسبب خرف.

## مناصب
تولى منصب Premier of Alberta ‏ (14 ديسمبر 1992–14 ديسمبر 2006)
- عضو الجمعية التشريعية ألبرتا (20 مارس 1989–15 يناير 2007)..

## التعليم
تعلم في جامعة أثاباسكا.

## جوائز
حصل على جوائز منها:
- وسام جوقة الشرف
- نيشان الامتياز لألبرتا
- ضابط وسام كندا
- الوسام الأولمبي.

## روابط خارجية
- رالف كلاين على موقع أوليمبيديا (الإنجليزية)